# Вишній Славков
Вишній Славков, або Вишній Славків (словац. Vyšný Slavkov) — село в Словаччині, Левоцькому окрузі Пряшівського краю. Розташоване на півночі східної Словаччини на межі Левоцьких гір та Браниська в долині Славковського потока.
Уперше згадується у 1347 році.
У селі є римо-католицький костел з 1884 року та садиба з кінця 18 століття в стилі бароко.

## Населення
| Рік:            | 1994. | 2004.   | 2014.    | 2024.   |
| --------------- | ----- | ------- | -------- | ------- |
| Кількість осіб: | 358   | 336     | 284      | 258     |
| Різниця:        |       | -6,14 % | -15,47 % | -9,15 % |

| Рік:            | 2023. | 2024.   |
| --------------- | ----- | ------- |
| Кількість осіб: | 263   | 258     |
| Різниця:        |       | -1,90 % |

У селі проживає 309 осіб.
Національний склад населення (за даними останнього перепису населення — 2001 року):
- словаки — 98,30 %,
- чехи — 0,57 %.

Склад населення за приналежністю до релігії станом на 2001 рік:
- римо-католики — 96,60 %,
- греко-католики — 1,13 %,
- гусити — 0,28 %,
- не вважають себе вірянами або не належать до жодної вищезгаданої конфесії — 1,98 %

## Географія
Протікає Славковський потік.